# Орден Пошани (Росія)
Орден Пошани (рос. орден Почёта) — державна нагорода Російської Федерації.

## Історія нагороди
- 2 березня 1994 року указом Президента Російської Федерації Б. Н. Єльцина «Про державні нагороди Російської Федерації»[1] був заснований ряд державних нагород — орденів, медалей та відзнак, серед яких орден Пошани.
- Указом Президента Російської Федерації від 7 вересня 2010 року № 1099 «Про заходи щодо вдосконалення державної нагородної системи Російської Федерації»[2] затверджені нині діючі статут та опис ордену.
- Указом Президента Російської Федерації від 16 грудня 2011 року № 1631 «Про внесення змін до деяких актів Президента Російської Федерації»[3] був уточнений опис стрічки ордена Мужності у вигляді розетки.
- Указом Президента Російської Федерації від 12 квітня 2012 року № 433 «Питання державної нагородної системи Російської Федерації»[4] до статуту ордена була внесена зміна щодо необхідності наявності у особи, представленої до ордена, іншої державної нагороди Російської Федерації (в попередній редакції — ордена або медалі Російської Федерації).

## Статут ордена
1. Орденом Пошани нагороджуються громадяни Російської Федерації:
- за досягнення високих виробничо-економічних показників у промисловості, будівництві, сільському господарстві, зв'язку, енергетиці та на транспорті, пов'язаних з переважним використанням інноваційних технологій в процесі виробництва, істотним підвищенням рівня соціально-економічного розвитку регіонів Російської Федерації;
- за заслуги в модернізації російської системи охорони здоров'я, спрямованої на значне поліпшення якості надання медичних послуг населенню, а також розробку і широке практичне впровадження сучасних інноваційних методів діагностування та лікування захворювань;
- за досягнення в науково-дослідній діяльності, що дозволили забезпечити Росії значну наукову і технологічну перевагу в різних галузях науки, підвищити рівень внутрішнього виробництва конкурентоспроможної високотехнологічної продукції;
- за заслуги в удосконаленні російської системи освіти, направленому на значне поліпшення якості освіти, що надається, системи підготовки фахівців для потреб російської економіки і підвищення міжнародного престижу російських навчальних закладів;
- за значний внесок у збереження, популяризацію і розвиток російської культури, мистецтва, історії та російської мови, пов'язані з підвищенням рівня культурно-гуманітарного розвитку громадян і патріотичним вихованням підростаючого покоління;
- за особливо плідну державну, благодійну та громадську діяльність;
- за заслуги в просуванні, підтримці та популяризації дитячого та юнацького спорту, а також спорту вищих досягнень, що дозволили істотно підвищити рівень фізичної активності населення та забезпечити Росії світове лідерство в окремих видах спорту.

2. Нагородження громадян Російської Федерації орденом Пошани, як правило, проводиться за умови наявності в особи, представленої до ордена, іншої державної нагороди Російської Федерації.
3. Орденом Пошани можуть бути також нагороджені іноземні громадяни за особливі заслуги у розвитку двосторонніх відносин з Російською Федерацією.

### Порядок носіння
- Знак ордена Пошани носиться на лівій стороні грудей і за наявності інших орденів Російської Федерації розташовується після знака ордена «За морські заслуги».
- Для особливих випадків і можливого повсякденного носіння передбачено носіння мініатюрної копії знака ордена Пошани, яка розташовується після мініатюрної копії знака ордена «За морські заслуги».
- При носінні на форменому одязі стрічки ордена Пошани на планці вона розташовується після стрічки ордена «За морські заслуги».
- На цивільному одязі носиться стрічка ордена Мужності у вигляді розетки, що розташовується на лівій стороні грудей.

## Опис ордена
Знак ордена Пошани зі срібла з емаллю. Він являє собою восьмикутний хрест, в центрі якого — круглий медальйон, покритий білою емаллю, з об'ємним зображенням Державного герба Російської Федерації, облямованого лавровим вінком. Діаметр знака ордена — 42 мм. На зворотному боці знака — номер знака ордена.
Знак ордена за допомогою вушка і кільця з'єднується з п'ятикутною колодкою, обтягнутою шовковою, муаровою стрічкою синього кольору з білою поздовжньою смужкою. Ширина стрічки — 24 мм, ширина білої смужки — 2,5 мм. Біла смужка відстоїть від правого краю стрічки на 5 мм.
Мініатюрна копія знака ордена Пошани носиться на колодці. Відстань між кінцями хреста — 15,4 мм, висота колодки від вершини нижнього кута до середини верхньої сторони — 19,2 мм, довжина верхньої сторони — 10 мм, довжина кожної з бічних сторін — 16 мм, довжина кожної із сторін, що утворюють нижній кут , — 10 мм.
При носінні на форменому одязі стрічки ордена Пошани використовується планка висотою 8 мм, ширина стрічки — 24 мм.
На стрічці ордена Пошани у вигляді розетки кріпиться мініатюрне зображення знака ордена з металу з емаллю. Відстань між кінцями хреста — 13 мм. Діаметр розетки — 15 мм.